# Le Ballon jaune
Pour plus de détails, voir Fiche technique et Distribution.
Le Ballon jaune (The Yellow Balloon) est un film britannique réalisé par J. Lee Thompson, sorti en 1953.

## Synopsis
Dans le Londres d'après-guerre, un garçon culpabilise après la mort accidentelle de l'un de ses amis et est sous la mauvaise influence d'un voyou.

## Fiche technique
- Titre : Le Ballon jaune
- Titre original : The Yellow Balloon
- Réalisation : J. Lee Thompson
- Scénario : Anne Burnaby et J. Lee Thompson
- Musique : Philip Green
- Photographie : Gilbert Taylor
- Montage : Richard Best
- Production : Victor Skutezky
- Société de production : Associated British Picture Corporation et Marble Arch Productions
- Pays :  Royaume-Uni
- Genre : Drame et thriller
- Durée : 76 minutes
- Dates de sortie : 
  -  Royaume-Uni : 10 février 1953

## Distribution
- Andrew Ray : Frankie
- Kathleen Ryan : Em
- Kenneth More : Ted
- Bernard Lee : l'agent Chapman
- Stephen Fenemore : Ron
- William Sylvester : Len
- Marjorie Rhodes : Mme. Stokes
- Peter Jones : Spiv
- Sandra Dorne : Iris
- Campbell Singer : Potter
- Hy Hazell : Mary

## Censure
Le film est l'un des premiers à avoir été classé X par le British Board of Film Classification en raison d'une scène dans le métro de Londres supposée trop effrayante pour des enfants. L'acteur principal du film, âgé de 13 ans au moment du tournage a déclaré avoir été frustré de ne pas pouvoir voir le film en salle. Le film a finalement été reclassé A en octobre 1953.